# ラーシュトラクータ朝

ラーシュトラクータ朝

ラーシュトラクータ朝の版図（オレンジ）。この王朝とともに、プラティーハーラ朝（緑）、パーラ朝（紫）が鼎立していた。

ラーシュトラクータ朝（ラーシュトラクータちょう、英語：Rashtrakuta dynasty）とは、8世紀後半から10世紀後半にかけて、インドのデカン地方を支配したヒンドゥー王朝（753年 - 973年）。首都はマーニヤケータ。

## 歴史

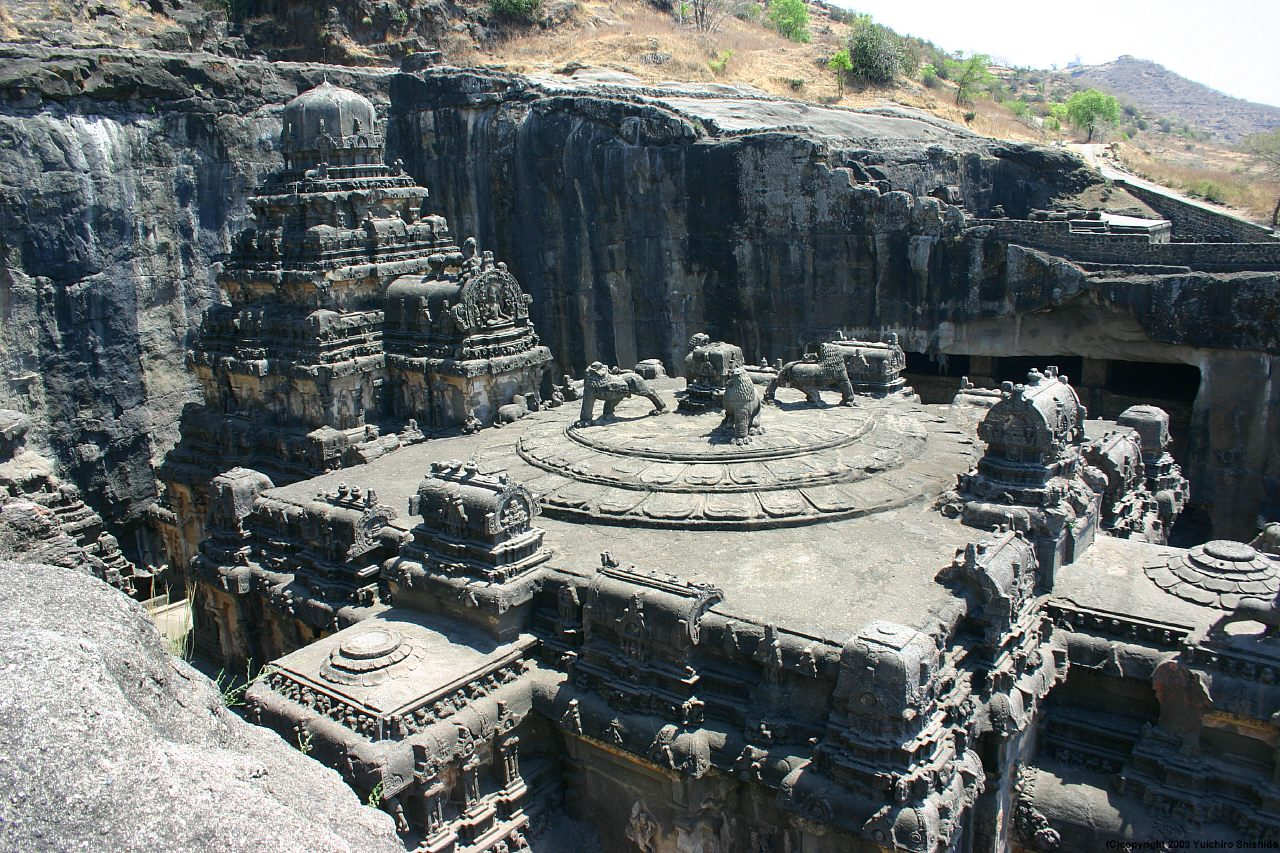
エローラのカイラーサナータ寺院

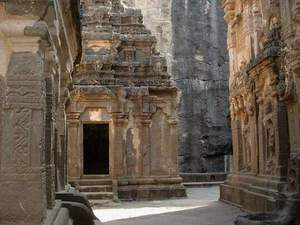
カイラーサナータ寺院

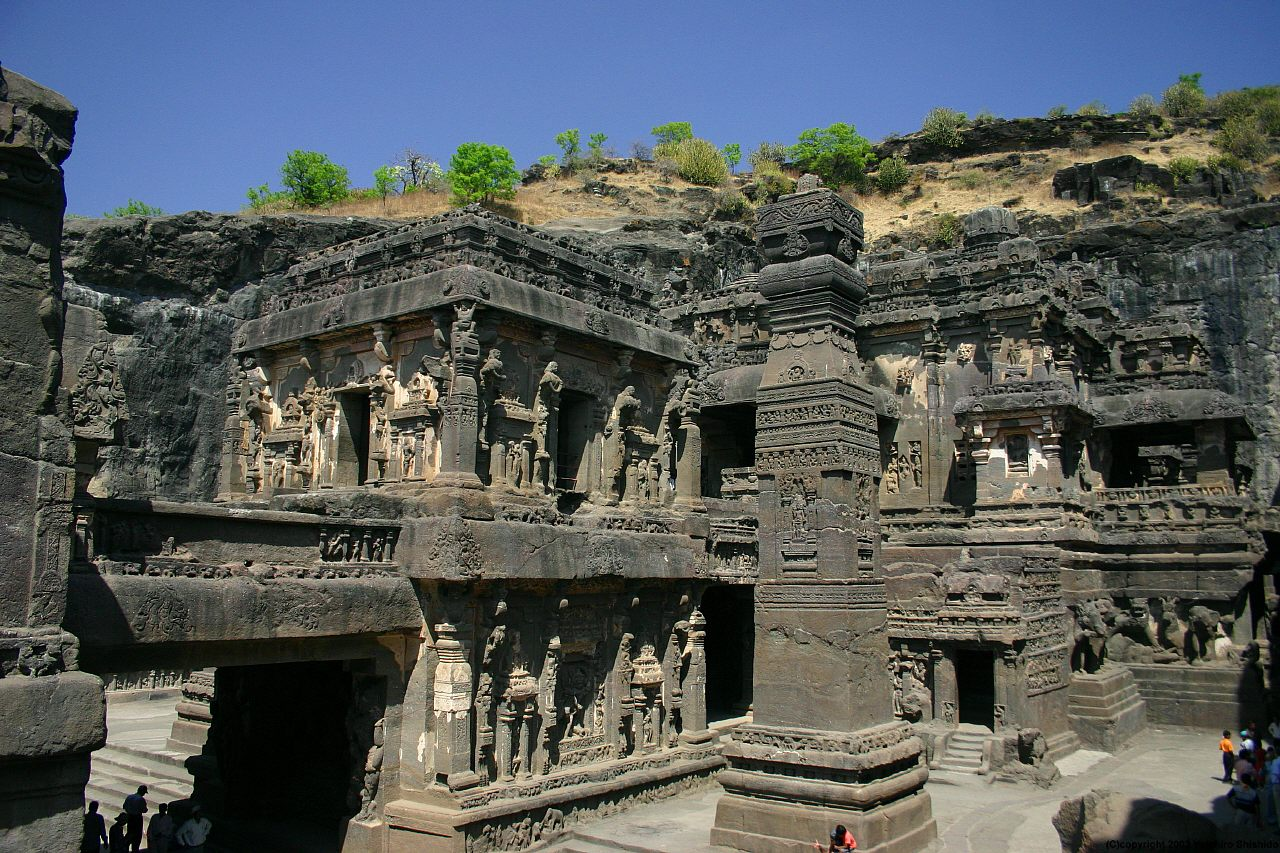
カイラーサナータ寺院

もともと、ラーシュトラクータ家はラージプートに属する家系であり、前期チャールキヤ朝の封臣として仕え、7世紀前半からベラール地方を治めていたが、733年にダンティドゥルガが家を継ぐと、主家の衰退に乗じて勢力を拡大した。
そして、753年にダンティドゥルガはチャールキヤ朝の君主を廃し、「ラージャーディラージャ（Rajadhiraja, 王の中の王）」と称し、デカン地方の支配者となり、首都は現ソーラープルの近くのマーニヤケータ（マールケード）に定めたという。
しかし、ダンティドゥルガの治世は短く、彼には子がなかったので、叔父のクリシュナ1世が王位を継いだ。クリシュナ1世は、カーンチープラムのパッラヴァ朝を攻めるため、南インド方面に軍を送ったり、アーンドラ地方の東チャールキヤ朝を圧迫するなど、軍事行動をたびたび行った。
また、クリシュナ1世は信仰心にあつく、シヴァ神をまつるため、その治世を通して、エローラ石窟のカイラーサナータ寺院を建造した。
クリシュナ1世の死後、息子のゴーヴィンダ2世が継いだが、その治世に東チャールキヤ朝に敗れるなどし、そのうえ快楽に溺れるなどしたため、弟のドゥルヴァに譲位させらされた。
ドゥルヴァはラーシュトラクータ朝の偉大な君主で、彼は領土拡大をめざし、北西インドを支配していたプラティーハーラ朝を破り、北東インドのパーラ朝も破り、東チャールキヤ朝やオリッサの西ガンガ朝なども攻撃し、王朝の版図の拡大に成功した。
その息子ゴーヴィンダ3世（在位：793年 - 814年）も偉大な王で、父の時代に行われた軍事遠征の指揮官もつとめており、800年以降から大規模な軍事行動を行い、プラティーハーラ朝の首都カナウジを落とした。
また、南インドのパッラヴァ朝やパーンディヤ朝、ケーララ地方にまで進攻し、その支配は一時北インドからインド亜大陸南端のコモリン岬まで及んだ。さらに、ゴーヴィンダ3世は、軍を遠くスリランカにまで遠征させ、その王や宰相も捕虜にして、貢納を誓わせるほどだった。
このように、ドゥルヴァとゴーヴィンダ3世の治世、ラーシュトラクータ朝の領土は拡大し、まさに最盛期であり、国内には平和が保たれていた。
ゴーヴィンダ3世の死後、息子のアモーガヴァルシャ1世（在位：814年 - 878年）が即位した。彼の治世は64年にもおよび、その治世に大きな軍事遠征はあまり行われず、平和が維持された。マーニヤケータに都が定められたのは彼の治世だとする説もある。
また、アモーガヴァルシャ1世は文芸の保護者として知られ、その治世は文芸が大いに栄え、国内では文学者で詩人が保護され、彼自身も同様で、サンスクリット語やカンナダ語の詩を書いている。
その曾孫インドラ3世（在位：914年 - 929年）のとき、915年から918年にかけての北インド遠征でプラティーハーラ朝を破り、カナウジを陥れて破壊したが、東チャールキヤ朝との戦いでは、決定的な勝利を得ることはできなかった。
その甥クリシュナ3世（在位：939年 - 967年）の治世は、東チャールキヤ朝との戦いを進めるとともに、勢力を拡大してきた南インドのチョーラ朝との戦いを始め、949年にはチョーラ王パラーンタカ1世を破り、チョーラ朝の北部を併合した。
しかし、クリシュナ3世の死後、王朝内での内乱や、東チャールキヤ朝やチョーラ朝の攻撃が繰り返され、封臣だったマールワーのパラマーラ朝も反旗を翻した。972年にはパラマーラ朝が首都マーニヤケータの近くにまで攻めてくるなど、王朝は急速に衰退した。
そして、973年に封臣となっていたチャールキヤ家のタイラ2世によって、最後の王カルカ2世（在位：972年 - 973年）が廃され、後期チャールキヤ朝が成立した。

## 歴代君主

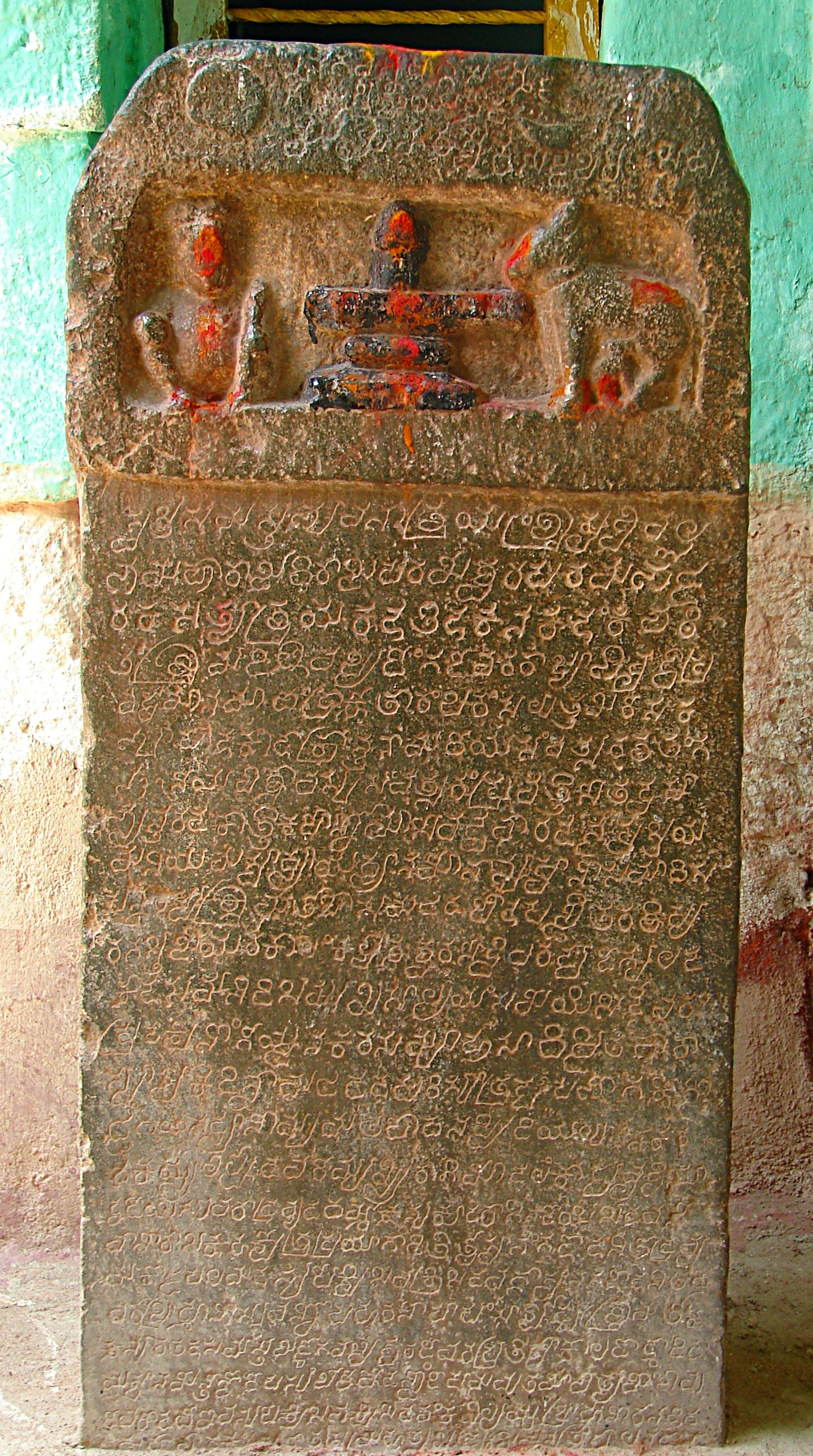
ラーシュトラクータ朝時代の碑文（南インド、カルナータカ地方）

- ダンティドゥルガ（Dantidurga, 在位：735年 - 756年）
- クリシュナ1世（Krishna I, 在位：756年 - 774年）
- ゴーヴィンダ2世（Govinda II, 在位：774年 - 780年）
- ドゥルヴァ（Dhruva, 在位：780年 - 793年）
- ゴーヴィンダ3世（Govinda III, 在位：793年 - 814年）
- アモーガヴァルシャ1世（Amoghavarsha I, 在位：814年 - 878年）
- クリシュナ2世（Krishna II, 在位：878年 - 914年）
- インドラ3世（Indra III, 在位：914 -929年）
- アモーガヴァルシャ2世（Amoghavarsha II, 在位：929年 - 930年）
- ゴーヴィンダ4世（Govinda IV, 在位：930年 - 936年）
- アモーガヴァルシャ3世（Amoghavarsha III, 在位：936年 - 939年）
- クリシュナ3世（Krishna III, 在位：939年 - 967年）
- コーッティガ・アモーガヴァルシャ（Khottiga Amoghavarsha, 在位：967年 - 972年）
- カルカ2世（Karka II, 在位：972年 - 973年）